# هيو جيلز
هيو جيلز (بالإنجليزية: Hugh Gillis)‏ هو سياسي أمريكي، ولد في 6 سبتمبر 1918 في الولايات المتحدة، وتوفي في 2013 في نفس البلد. حزبياً، نشط في الحزب الديمقراطي. وقد انتخب عضو مجلس نواب جورجيا.